# Monterrey (Colombia)
Monterrey è un comune della Colombia facente parte del dipartimento di Casanare.
L'abitato venne fondato da un gruppo di coloni nel 1953, mentre l'istituzione del comune è del 1960.